# Кэмпбелл, Мартин
Мартин Кэмпбелл (англ. Martin Campbell; род. 24 октября 1943) — новозеландский кинорежиссёр. Режиссёр фильмов бондианы с Пирсом Броснаном и Дэниелом Крейгом.

## Биография
Мартин Кэмпбелл родился в Хейстингсе (Новая Зеландия). Переехал в Лондон, где начал свою карьеру в качестве оператора в конце 1970-х годов. Срежиссировал два фильма Бондианы — «Золотой глаз» (1995) и «Казино Рояль» (2006) и стал самым возрастным режиссёром в истории франшизы (62 года), побив достижение Льюиса Гилберта, который был режиссёром фильма «Лунный гонщик» в возрасте 59 лет. Также он поставил два фильма про Зорро — «Маска Зорро» (1998) и «Легенда Зорро» (2005). В 2011 году стал режиссёром фильма, основанном на комиксе DC Comics о Зелёном Фонаре.
Был режиссёром телевизионного фильма «Бросив смертельный взгляд», также работал над сериалом «Профессионалы». Однако его самой известной работой стал драматический сериал «На краю тьмы» (1985), за который он получил награду лучшему режиссёру BAFTA TV Awards в 1986 году. Также он стал режиссёром киноремейка этого сериала в 2010 году.

## Фильмография
- 1973 — Сексуальный вор / The Sex Thief
- 1975 — Эскимоска / Eskimo Nell
- 1975 — Три для всех / Three for All
- 1976 — Интимные игры / Intimate Games (в титрах не указан)
- 1988 — Преступный закон / Criminal Law
- 1991 — Без защиты / Defenseless
- 1991 — Бросив смертельный взгляд / Cast a Deadly Spell
- 1994 — Побег невозможен / No Escape
- 1995 — Золотой глаз / GoldenEye
- 1998 — Маска Зорро / The Mask of Zorro
- 2000 — Вертикальный предел / Vertical Limit
- 2003 — За гранью / Beyond Borders
- 2005 — Легенда Зорро / The Legend of Zorro
- 2006 — Казино «Рояль» / Casino Royale
- 2010 — Возмездие / Edge of Darkness
- 2011 — Зелёный Фонарь / The Green Lantern
- 2017 — Иностранец / The Foreigner
- 2021 — Кодекс киллера / The Protégé
- 2022 — Флешбэк / Memory
- 2025 — Клинер / Cleaner

### Телесериалы
- Профессионалы / The Professionals (1977—1983; 5 эпизодов)
- Механик / Minder (1979—1994; 2 эпизода)
- Оттенки темноты / Shoestring (1979—1980; 1 эпизод)
- Бержерак / Bergerac (1981—1991)
- Рэйли: Король шпионов / Reilly: Ace of Spies (1983; 5 эпизодов)
- На краю тьмы / Edge of Darkness (1985; мини-сериал из 6 эпизодов)
- Второй экран / Screen Two (1985—2002; 1 эпизод)
- Убойный отдел / Homicide: Life on the Street (1993—1999; 1 эпизод)
- 10-8: Officers on Duty / 10-8: Officers on Duty (2003—2004; 1 эпизод)
- Последняя надежда / Last Resort (2012; 1 эпизод)